# Георге Тетару
Георге Тетару (рум. Gheorghe Tătaru, 5 травня 1948, Бухарест — 19 грудня 2004, Ясси) — румунський футболіст, що грав на позиції нападника, зокрема, за клуб «Стяуа», а також національну збірну Румунії.
Чемпіон Румунії. Триразовий володар Кубка Румунії. 

## Клубна кар'єра
Народився 5 травня 1948 року в місті Бухарест. Вихованець футбольної школи клубу «Стяуа». Дорослу футбольну кар'єру розпочав 1967 року в основній команді того ж клубу, в якій провів сім сезонів, взявши участь у 169 матчах чемпіонату. Більшість часу, проведеного у складі «Стяуа», був основним гравцем атакувальної ланки команди. У складі «Стяуа» був одним з головних бомбардирів команди, маючи середню результативність на рівні 0,34 голу за гру першості. За цей час виборов титул чемпіона Румунії, ставав володарем Кубка Румунії (тричі). В сезоні 1970/71 з 15 голами був найкращим бомбардиром румунської футбольної першості.
Згодом з 1974 по 1982 рік грав у складі команд «Хімія» (Римніку-Вилча), «Тирговіште» та «Аутобузул» (Бухарест).
Завершив професійну ігрову кар'єру у друголіговій «Унирі» (Слобозія), за команду якої виступав протягом 1983—1984 років.
Помер 19 грудня 2004 року на 57-му році життя у місті Ясси.

## Виступи за збірну
1970 року дебютував в офіційних матчах у складі національної збірної Румунії. Протягом кар'єри у національній команді, яка тривала 3 роки, провів у формі головної команди країни 10 матчів, забивши 3 голи.
У складі збірної був учасником чемпіонату світу 1970 року у Мексиці, де виходив на поле в усіх трьох іграх своєї команди.

## Титули і досягнення
- Чемпіон Румунії (1):

«Стяуа»: 1967-1968
- Володар Кубка Румунії (3):

«Стяуа»: 1968-1969, 1969-1970, 1970-1971
- Найкращий бомбардир чемпіонату Румунії (1):

1970-1971 (15 голів)